# Grand Prix Hassan II 2019
Il Grand Prix Hassan II 2019 è stato un torneo di tennis giocato sulla terra rossa. È stata la 35ª edizione del Grand Prix Hassan II, che fa parte della categoria ATP World Tour 250 series nell'ambito dell'ATP Tour 2019. Si è giocato presso il Royal Tennis Club de Marrakech di Marrakech in Marocco, dall'8 al 14 aprile 2019.

## Partecipanti

### Teste di serie
| Nazionalità | Giocatore             | Ranking* | Testa di serie |
| ----------- | --------------------- | -------- | -------------- |
| Germania    | Alexander Zverev      | 3        | 1              |
| Italia      | Fabio Fognini         | 18       | 2              |
| Regno Unito | Kyle Edmund           | 22       | 3              |
| Francia     | Gilles Simon          | 27       | 4              |
| Serbia      | Laslo Đere            | 32       | 5              |
| Spagna      | Fernando Verdasco     | 38       | 6              |
| Germania    | Philipp Kohlschreiber | 41       | 7              |
| Francia     | Pierre-Hugues Herbert | 50       | 8              |

* Ranking al 1º aprile 2019.

### Altri partecipanti
I seguenti giocatori hanno ricevuto una wild card per il tabellone principale:
- Fabio Fognini
- Jo-Wilfried Tsonga
- Alexander Zverev

Il seguente giocatore è entrato in tabellone con il ranking protetto:
- Cedrik-Marcel Stebe

I seguenti giocatori sono entrati nel tabellone principale passando dalle qualificazioni:

- Facundo Bagnis
- Alejandro Davidovich Fokina
- Adrián Menéndez Maceiras
- Lorenzo Sonego

Il seguente giocatore è entrato in tabellone come lucky loser:
- Carlos Berlocq

### Ritiri
Prima del torneo
- Félix Auger-Aliassime → sostituito da  Carlos Berlocq
- Matteo Berrettini → sostituito da  Denis Istomin
- Pablo Carreño Busta → sostituito da  Pablo Andújar
- Damir Džumhur → sostituito da  Albert Ramos Viñolas
- Hubert Hurkacz → sostituito da  Jiří Veselý
- Michail Kukuškin → sostituito da  Cedrik-Marcel Stebe
- John Millman → sostituito da  Jozef Kovalík
- João Sousa → sostituito da  Thomas Fabbiano

Durante il torneo
- Jiří Veselý

## Punti e montepremi
| Torneo    | Torneo              | V      | F      | SF     | QF     | 2T    | 1T    | Q  | Q2    | Q1    |
| Singolare | Punti               | 250    | 150    | 90     | 45     | 20    | 0     | 12 | 6     | 0     |
| Singolare | Premi in denaro (€) | 87.745 | 47.245 | 25.935 | 14.640 | 8.250 | 4.835 | –  | 2.520 | 1.265 |
| Doppio    | Punti               | 250    | 150    | 90     | 45     | 0     | –     | –  | –     | –     |
| Doppio    | Premi in denaro (€) | 29.650 | 15.200 | 8.240  | 4.710  | 2.760 | –     | –  | –     | –     |

## Campioni

### Singolare maschile
Benoît Paire ha battuto in finale  Pablo Andújar con il punteggio di 6-2, 6-3.
- È il secondo titolo in carriera per Paire, il primo della stagione.

### Doppio maschile
Jürgen Melzer /  Franko Škugor hanno battuto in finale  Matwé Middelkoop /  Frederik Nielsen con il punteggio di 6-4, 7–6(6).